# Buddleja incana
Buddleja incana je druh keře nebo stromu z rodu komule, čeleď krtičníkovité, který je domovem v Andách. Latinské druhové jméno „incana“ znamená „šedá“, nemá nic společného s Inky.

## Popis
Jde o 4 – 15 m vysoký dvoudomý strom či keř, jehož kmen může mít u základny až 50  cm v průřezu. Borka je hnědavá a rozbrázděná, větve jsou téměř čtverhranné, plstnaté díky množství trichomů, a vytvářejí kulatou korunu. Kožovité listy jsou spíš protáhlé, 7 – 21 cm dlouhé a 1 – 5 cm široké. Svrchní strana jemně vroubkované čepele má hladkou pokožku bez chlupů, jež bývá často svraskalá či puchýřnatá, spodní strana je pokryta bílými nebo žlutavými chloupky. 8 – 20 cm velké, hroznovité květenství je tvořeno latami s 15 až 40 žlutými až oranžovými květy se zvonkovitým, zvenku plstnatým kalichem. Okvětní lístky jsou 3 – 4 mm dlouhé.

## Rozšíření
Buddleja incana roste v Bolívii, Peru, Ekvádoru a v Kolumbii. Vyskytuje se na dnech kaňonů, kde roste podél vodních toků v nadmořských výškách 2700 až 4500 m.

## Použití
Obyvatelé And používali tuto komuli k různým účelům. Její odvar jim sloužil jako lék proti bolesti zubů, jako diuretikum nebo při gynekologických obtížích. Sušené květy se prodávají pod názvem „Flor blanca“. Využívala se též k barvení látek, k vaření nebo jako užitková dřevina. Pevné a tvrdé dřevo se používalo jako stavební, ale také v řezbářství k výrobě ozdobných i užitkových předmětů (misky, lžíce ap.).